# 坂口一克
坂口一克（日语：坂口 いく，12月31日—），日本漫畫家、漫畫原作者。出身於神奈川縣。代表作是《闇狩人》、《變身123》（作畫：岩澤紫麗）。

## 人物簡介
1982年，以短篇《BREAK A ROAD》入圍集英社第23回手塚獎佳作。1987年開始在《月刊少年Jump》12月號至1990年3月號連載《闇狩人》，同名作品後來在2016年被改編成舞台劇。

## 作品列表

### 集英社（包含相關出版社）
- 風（《月刊少年Jump》·Jump Original）
- 闇狩人（日语：闇狩人）（《月刊少年Jump》）
- 闇狩人異傳 D的軌跡（Jump Original）
- 坂口一克短篇集『HERO』
- 坂口一克短篇集『100%』
- 坂口一克短篇集『闇狩人·家族肖像』（《月刊少年Jump》）
- 靈戰記行SHIVA
- TOKYO徒然荘物語（《Young Jump》）
- 新選組隊外記 無名之劍（漫畫時代活劇·Home社）

### ぶんか社（日语：ぶんか社）
- BREAK A ROAD

### 東京三世社（日语：東京三世社）
- GEKI戰記
- 我京介PUBLIC

### 秋田書店
- 變身123，原名《123（ちぇんじひふみ）》（擔任原作、分鏡，作畫：岩澤紫麗）。中文版由尖端出版正式授權發行。

### 哲學出版
- MS-DOS（共著作品，1989年4月發行）

### 小學館
- 時忘捨 -時緒起譚-（擔任原作、分鏡，作畫：荒卷美由希）

### 史克威爾·艾尼克斯
- 公務！（擔任原作、分鏡，作畫：清水，《月刊BIG GANGAN》）
- 新·闇狩人（日语：闇狩人）（擔任原作、分鏡，作畫：細川真義，《月刊BIG GANGAN》）

## 助手
- 松枝尚嗣（日语：松枝尚嗣）